# Donald Erskine, 16. Earl of Buchan

Wappen des Donald Erskine, 16. Earl of Buchan

Donald Cardross Flower Erskine, 16. Earl of Buchan (* 3. Juni 1899; † 26. Juli 1984), war ein britischer Peer und Offizier.

## Leben
Er war der ältere Sohn des Montagu Erskine, 6. Baron Erskine, aus dessen Ehe mit Florence Flower.
Er besuchte die Charterhouse School in Godalming, Surrey. Nach einer Kadettenausbildung am Royal Military College in Sandhurst, Berkshire, trat er im Dezember 1918 als Second Lieutenant der 9th Queen’s Royal Lancers in die British Army ein. Im Dezember 1920 wurde er zum Lieutenant befördert. 1921 war er während des Irischen Unabhängigkeitskriegs in Irland eingesetzt. Im März 1928 wurde er zum Captain befördert. Im Mai 1930 wurde er mit einer Gratifikation aus dem aktiven Armeedienst entlassen. Während des Zweiten Weltkriegs wurde er reaktiviert und erhielt den tempären Rang eines Major. 1948 wurde er als Kommandeur des griechischen Phönix-Ordens ausgezeichnet. Er blieb Reserveoffizier, bis er im August 1949 aus Altersgründen aus der Armee entlassen wurde und ehrenhalber den Rang eines Lieutenant Colonel der 9th Queen’s Royal Lancers erhielt.
Beim Tod seines Vaters erbte er 1957 dessen britischen Adelstitel als 7. Baron Erskine und den damit verbundenen Sitz im House of Lords. Als Ur-Ur-Urenkel und nächster legitimer männlicher Nachfahre von Henry David Erskine, 10. Earl of Buchan erbte er beim Tod seines kinderlosen Cousins vierten Grades Ronald Erskine, 15. Earl of Buchan, im Jahr 1960 auch dessen schottische Adelstitel als 16. Earl of Buchan, 16. Lord Auchterhouse und 11. Lord Cardross. 1963 wurde er zum Officer des Order of Saint John ernannt.
Als er 1984 starb, erbte sein einziger überlebender Sohn Malcolm seine Adelstitel.

## Ehe und Nachkommen
Am 5. Januar 1927 heiratete er Christina Baxendale, Tochter des Hugh Woolner und Adoptivtochter des Lloyd Henry Baxendale. Mit ihr hatte er vier Kinder:
- David Stuart Erskine (1928–1933);
- Malcolm Harry Erskine, 17. Earl of Buchan (1930–2022);
- Lady Sarah Louise Erskine (* 1931) ⚭ 1957–1972 Norman Neill-Fraser;
- Lady Caroline Flower Erskine (* 1935) ⚭ 1963 John Robin William Lingard.